# You Only Live Twice (bog)
You Only Live Twice (Du lever kun to gange) er den tolvte bog i serien om James Bond af Ian Fleming. Den udkom i 1964 og blev filmatiseret i 1967 som den femte film i EON Productions serie.

## Plot
Bond får tilsyneladende afslappet mission, da han sendes til Japan for at skaffe MI6 del i den japanske efterretningstjenestes stof fra Sovjet. Men for at komme ind i varmen må han imidlertid udføre et beskidt job for japanerne: gøre det af med en vis Dr. Shatterhand, der har indrettet en have fuld af dødelige vækster.
| Bog | Spire Denne artikel om bøger og tidsskrifter er en spire som bør udbygges. Du er velkommen til at hjælpe Wikipedia ved at udvide den. |